# Cảnh sát mạng

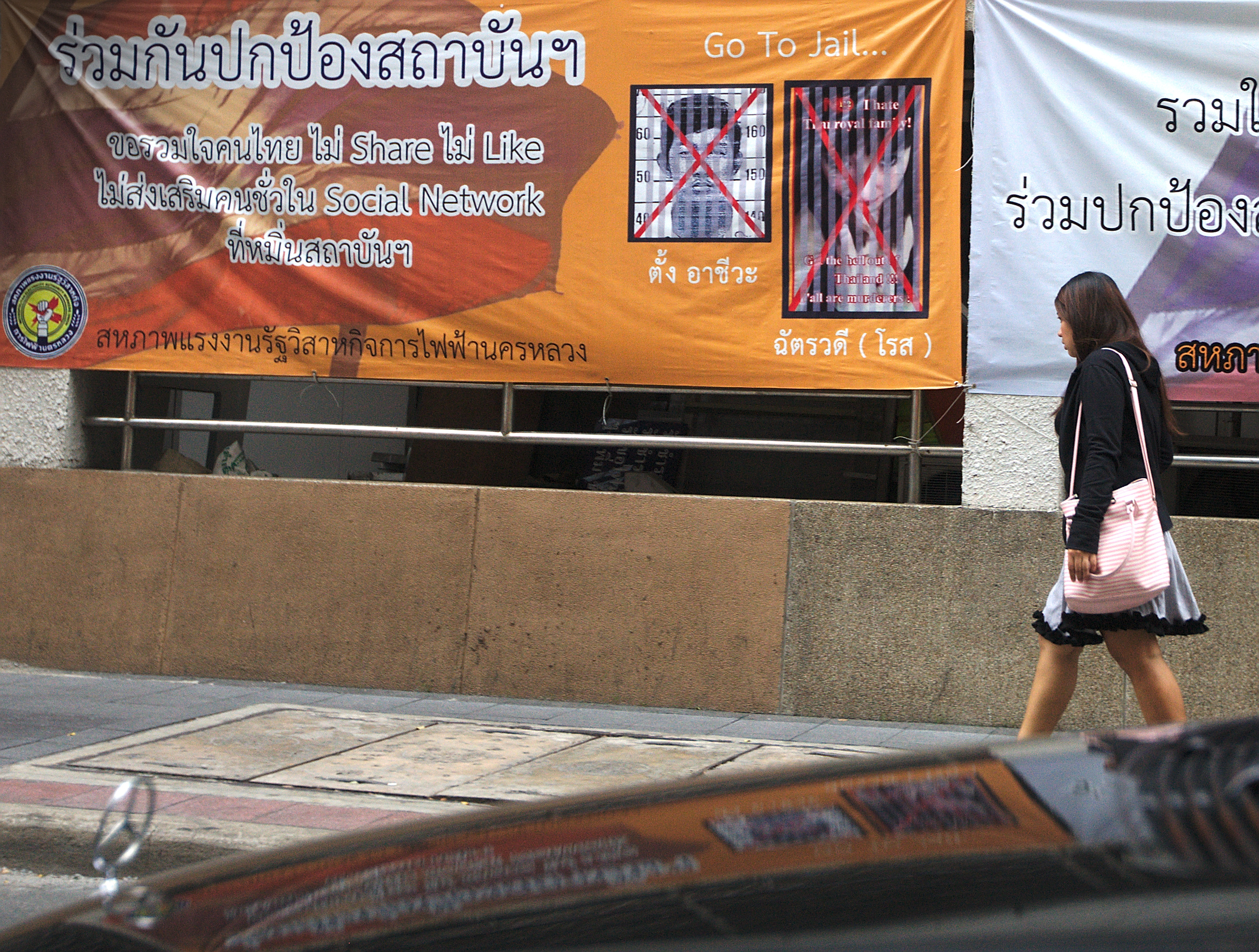
Bảng quảng cáo tại Bangkok- Chia sẻ hay đăng lên các bài viết có nội dung chống lại chính phủ trên mạng xã hội là vi phạm pháp luật và sẽ bị đi tù
.

Cảnh sát mạng hay Công an mạng là một thuật ngữ chung để chỉ công an và các cơ quan công an mật và các tổ chức khác làm nhiệm vụ giám sát Internet ở một số quốc gia. Tùy theo từng quốc gia, mục đích chính của công an mạng là chống lại tội phạm mạng ảo, cũng như kiểm duyệt, tuyên truyền, giám sát, và điều khiển ý kiến cộng đồng trực tuyến.

## Tại Hoa Kỳ
Xem chi tiết Kiểm soát Internet tại Hoa Kỳ

## Tại Canada
Tại Canada, một số cơ quan giám sát Internet, bao gồm Cảnh sát Hoàng gia Canada (Royal Canadian Mounted Police), ghi lại các vụ lừa đảo hoặc các tội ác liên quan tới máy tính khác.
Vào năm 2009, Quốc hội Canada thông qua Luật Trợ giúp kỹ thuật nâng cao hiệu lực pháp luật thế kỷ 21, yêu cầu bắt buộc các công ty cung cấp Internet tại Canada và các công ty viễn thông khác phải tạo ra và duy trì "năng lực giám sát kiểm duyệt" tại các mạng của mình. Luật cho phép Cảnh sát Canada và Cơ quan Mật thám Canada nghe lén giám sát Internet, cũng như có được thông tin cá nhân về một đối tượng nào đó mà không cần giấy phép của tòa án. Điều này dẫn tới sự lo ngại của các nhóm bảo vệ quyền riêng tư cá nhân của Canada.

## Tại Trung Quốc
Tổ chức Giám sát nhân quyền quốc tế thông báo rằng Trung Quốc "có số nhà báo và những người bất đồng chính kiến trên mạng bị cầm tù nhiều nhất trên thế giới". Họ bị đi tù vì những tội bao gồm: liên lạc với các nhóm nước ngoài, ký vào các thư kêu gọi online, và kêu gọi cải cách và chống tham nhũng. 
Trung Quốc có chế độ kiểm duyệt Internet rất ngặt nghèo. Kiểm duyệt chính trị dưới dạng các tầng tầng lớp lớp trong hệ thống cơ sở hạ tầng Internet, được biết dưới tên: "Great Firewall of China", hay "Dự án Giáp vàng" ngăn chặn các luồng thông tin giữa mạng thông tin bên ngoài và trong nội địa.
Trung Quốc cũng tuyển một đội ngũ bí mật những người chuyên bình luật trên mạng, sử dụng các phần mềm giám sát tối tân.  Những bình luận viên mạng có nhiệm vụ hướng dẫn các thảo luận trên các diễn đàn mạng, chuyển các thảo luận này ra khỏi các chủ đề nhạy cảm, đồng thời đăng ý kiến dưới các tên ẩn hoặc tên giả . Công an mạng cũng xóa các bình luận (comment) chống chủ nghĩa cộng sản, và đăng các thông điệp ủng hộ chính phủ.  
Khi có sự kiện lớn xảy ra, như vụ tin đồn về ông Giang Trạch Dân, công an mạng cũng tăng cường kiểm duyệt trao đổi thông tin.

## Tại Việt Nam
Hoạt động công an mạng của Việt Nam cũng tương tự như của Trung Quốc, đặt ra mục tiêu chính là bảo vệ chế độ và phòng chống tội phạm, được chia sẻ nhiệm vụ giữa Cục Cảnh sát phòng chống tội phạm công nghệ cao - C50 của Bộ Công An, Tổng cục Tình báo quốc phòng (Tổng cục 2) của Bộ Quốc phòng, Bộ Tư lệnh Tác chiến không gian mạng của Quân đội Nhân dân Việt Nam và Bộ Thông tin và Truyền thông. Tổ chức Ân xá Quốc tế cũng đã đưa ra nhiều trường hợp các nhà hoạt động Internet bị bắt bớ vì các hoạt động chống phá chính phủ trên mạng .
Phần lớn các website bị kiểm duyệt chứa các nội dung nhạy cảm về chính trị hay tôn giáo mang tính chất chống lại chính phủ Việt Nam. Theo nghiên cứu của OpenNet, các website bị chặn hầu hết có nội dung về các hoạt động chống đối của người Việt hải ngoại, các tổ chức báo chí hải ngoại hay tổ chức phi chính phủ độc lập, nhân quyền, hay các đề tài tôn giáo. Một số mạng xã hội, như Facebook, cũng bị chặn . Chính quyền đã công khai phá sập một số website hay trang blog với nội dung chống phá, xuyên tạc.